# Коммуна (Оренбургская область)
Коммуна— село в Ташлинском районе Оренбургской области в составе Калининского сельсовета.

## География
Располагается на расстоянии примерно 4 километров по прямой на север-северо-запад от районного центра села Ташла.

## Население
| 2010 |
| ---- |
| 232  |

Постоянное население составляло 255 человек в 2002 году (русские 67 %), 232 в 2010 году.